# Неделчо Обрешков
Неделчо Павлов Обрешков е български учител.

## Биография
Роден е в Копривщица вероятно през 40-те години на XIX век. Има приноси във взаимоучителната метода в българското училище „Кирил и Методий“ в Цариград (1870 – 1873). Учителства в село Мандър, Мала Азия (1873 – 1874) и Малко Търново (1874 – 1878). След Освобождението е началик на телеграфо-пощенските станции в Оряхово, Русе, Хасково, София и Елена. В село Коджабунар по това време учителства друг копривщенец – Тодор Доросиев, брат на Лука Доросиев.
Пенсионира се през 1900 г. и се установява в София. На 15 юли 1872 г. завършва замисления ръкописен „Зборникъ Отче нашь на всичкитэ языци по земното кълбо“. Не е изяснено кой или кои са преводачите на текстовете на халдейски, етруски, тибетски, гритамски, девангарски, агарнагарски или киририйски, общо на 228 езика.
Умира през 1909 година.